# كوتاي أرينا
كوتاي أرينا (بالصينية: 金光綜藝館) هي ساحة داخلية تقع في مبنى فندق ذا فينيشيان ماكاو، على كوتاي ستريب، في ماكاو، الصين.